# 満開*スマイル!/笑う 笑えば 笑おう♪
「満開*スマイル!/笑う 笑えば 笑おう♪」（まんかい*スマイル!/わらう わらえば わらおう♪）は、吉田仁美/スマイルプリキュア!（キュアハッピー、キュアサニー、キュアピース、キュアマーチ、キュアビューティ） with キャンディのシングル。2012年9月5日にマーベラスAQLから発売された。

## 概要
テレビアニメ『スマイルプリキュア!』の後期エンディングテーマを収録したスプリット・シングル。後期エンディングテーマの「満開*スマイル!」とスマイルプリキュア!（キュアハッピー、キュアサニー、キュアピース、キュアマーチ、キュアビューティ） with キャンディを歌う番組挿入歌の「笑う 笑えば 笑おう♪」を収録している。前作同様ノンテロップムービーを収録したDVD付属盤と通常盤の2種類が発売。
DVD付属盤のジャケットイラストには、プリキュア5人のプリンセスフォームとキャンディがプリントされており、通常盤のジャケットイラストには、プリンセスティアラを着用した5人のプリキュアがプリントされている。

### CDタイプ
全てジャケットは異なる。
- CD+DVD盤（MJSS-09083/4）
  - オープニング（プリンセスフォームバージョン）&後期エンディングのノンテロップムービーを収録したDVD付き
  - 【初回限定封入特典】データカードダスプリキュアオールスターズ「グリーンフォレストステージドレス（みゆき&あかね&やよい&なお&れいか）」
- 通常盤（MJSS-09085）
  - 【初回限定封入特典】ジャケットサイズ・ステッカー

## 収録曲

### CD
1. 満開*スマイル! [3:42]
歌：吉田仁美
作詞：六ツ見純代、作曲：高取ヒデアキ、編曲：籠島裕昌
  - テレビアニメ『スマイルプリキュア!』後期エンディングテーマ
2. 笑う 笑えば 笑おう♪ [4:35]
歌：スマイルプリキュア!（キュアハッピー、キュアサニー、キュアピース、キュアマーチ、キュアビューティ） with キャンディ
作詞：青木久美子、作曲：高梨康治、編曲：藤澤健至
  - テレビアニメ『スマイルプリキュア!』挿入歌
3. 満開*スマイル!（オリジナル・メロディー入り・カラオケ）  [3:42]
4. 笑う 笑えば 笑おう♪（オリジナル・メロディー入り・カラオケ） [4:32]

### DVD（CD+DVD盤のみ同梱）
1. オープニング「Let's go! スマイルプリキュア!」（プリンセスフォームバージョン）ノンテロップムービー映像
2. 後期エンディング「満開*スマイル!」ノンテロップムービー映像（5タイプ収録）